# 索恩伯里
索恩伯里（Thornbury）是英格蘭格洛斯特郡的一個城鎮和民政教區.，位於布里斯托以北12英里（19公里）。據2001年人口普查，索恩伯里有人口12,342人。2011年減少至12,063人。